# Satellite Award per il miglior regista
Il Satellite Award per il miglior regista è un riconoscimento annuale dei Satellite Awards, consegnato dall'International Press Academy.

## Vincitori e candidati
I vincitori sono indicati in grassetto.

### Anni 1990
1997
- Joel Coen – Fargo
- Scott Hicks – Shine
- Mike Leigh – Segreti e bugie (Secrets & Lies)
- Anthony Minghella – Il paziente inglese (The English Patient)
- Lars von Trier – Le onde del destino (Breaking the Waves)

1998
- James Cameron – Titanic
- Paul Thomas Anderson – Boogie Nights - L'altra Hollywood (Boogie Nights)
- Curtis Hanson – L.A. Confidential
- Steven Spielberg – Amistad
- Gus Van Sant – Will Hunting - Genio ribelle (Good Will Hunting)

1999
- Terrence Malick – La sottile linea rossa (The Thin Red Line)
- John Boorman – The General
- Shekhar Kapur – Elizabeth
- Gary Ross – Pleasantville
- Steven Spielberg – Salvate il soldato Ryan (Saving Private Ryan)

### Anni 2000
2000
- Michael Mann – Insider - Dietro la verità (The Insider)
- Paul Thomas Anderson – Magnolia
- Scott Hicks – La neve cade sui cedri (Snow Falling on Cedars)
- Sam Mendes – American Beauty
- Anthony Minghella – Il talento di Mr. Ripley (The Talented Mr. Ripley)
- Kimberly Peirce – Boys Don't Cry

2001
- Steven Soderbergh – Traffic
- Cameron Crowe – Quasi famosi (Almost Famous)
- Philip Kaufman – Quills - La penna dello scandalo (Quills)
- Ang Lee – La tigre e il dragone (Crouching Tiger, Hidden Dragon)
- Ridley Scott – Il gladiatore (Gladiator)
- Steven Soderbergh – Erin Brockovich - Forte come la verità (Erin Brockovich)

2002
- Baz Luhrmann – Moulin Rouge!
- Jonathan Glazer – Sexy Beast - L'ultimo colpo della bestia (Sexy Beast)
- Scott McGehee e David Siegel – I segreti del lago (The Deep End)
- John Cameron Mitchell – Hedwig - La diva con qualcosa in più (Hedwig and the Angry Inch)
- Christopher Nolan – Memento

2003
- Todd Haynes – Lontano dal paradiso (Far from Heaven)
- Pedro Almodóvar – Parla con lei (Hable con ella)
- Stephen Daldry – The Hours
- Peter Jackson – Il Signore degli Anelli - Le due torri (The Lord of the Rings: The Two Towers)
- Phillip Noyce – The Quiet American
- Denzel Washington – Antwone Fisher

2004
- Jim Sheridan – In America - Il sogno che non c'era (In America)
- Niki Caro – La ragazza delle balene (Whale Rider)
- Sofia Coppola – Lost in Translation - L'amore tradotto (Lost in Translation)
- Clint Eastwood – Mystic River
- Catherine Hardwicke – Thirteen - 13 anni (Thirteen)
- Robert Pulcini e Shari Springer Berman – American Splendor

2005 (gennaio)
- Mel Gibson – La passione di Cristo (The Passion of the Christ)
- Bill Condon – Kinsey
- Taylor Hackford – Ray
- Joshua Marston – Maria Full of Grace
- Alexander Payne – Sideways - In viaggio con Jack (Sideways)
- Martin Scorsese – The Aviator

2005 (dicembre)
- Ang Lee – I segreti di Brokeback Mountain (Brokeback Mountain)
- George Clooney – Good Night, and Good Luck.
- Chris Columbus – Rent
- James Mangold – Quando l'amore brucia l'anima (Walk the Line)
- Rob Marshall – Memorie di una geisha (Memoirs of a Geisha)
- Bennett Miller – Truman Capote - A sangue freddo (Capote)

2006
- Bill Condon – Dreamgirls
- Clint Eastwood – Flags of Our Fathers
- Pedro Almodóvar – Volver
- Stephen Frears – The Queen - La regina (The Queen)
- Alejandro González Iñárritu – Babel
- Martin Scorsese – The Departed - Il bene e il male (The Departed)

2007
- Ethan e Joel Coen – Non è un paese per vecchi (No Country for Old Men)
- David Cronenberg – La promessa dell'assassino (Eastern Promises)
- Olivier Dahan – La vie en rose (La môme)
- Ang Lee – Lussuria - Seduzione e tradimento (Lust, Caution)
- Sidney Lumet – Onora il padre e la madre (Before the Devil Knows You're Dead)
- Sarah Polley – Away from Her - Lontano da lei (Away from Her)

2008
- Danny Boyle – The Millionaire (Slumdog Millionaire)
- Stephen Daldry – The Reader - A voce alta (The Reader)
- Ron Howard – Frost/Nixon - Il duello (Frost/Nixon)
- Thomas McCarthy – L'ospite inatteso (The Visitor)
- Christopher Nolan – Il cavaliere oscuro (The Dark Knight)
- Gus Van Sant – Milk

2009
- Kathryn Bigelow - The Hurt Locker
- Lone Scherfig - An Education
- Jane Campion - Bright Star
- Neill Blomkamp - District 9
- Rob Marshall - Nine
- Lee Daniels - Precious

### Anni 2010
2010
- David Fincher - The Social Network
- Danny Boyle - 127 ore (127 Hours)
- David Michôd - Animal Kingdom
- Darren Aronofsky - Il cigno nero (Black Swan)
- Lisa Cholodenko - I ragazzi stanno bene (The Kids Are All Right)
- Christopher Nolan - Inception
- Roman Polański - L'uomo nell'ombra (The Ghost Writer)
- Tom Hooper - Il discorso del re (The King's Speech)
- Ben Affleck - The Town
- Debra Granik - Un gelido inverno (Winter's Bone)

2011
- Nicolas Winding Refn - Drive
- Tate Taylor - The Help
- Alexander Payne - Paradiso amaro (The Descendants)
- Steven Spielberg - War Horse
- Michel Hazanavicius - The Artist
- Martin Scorsese - Hugo Cabret (Hugo)
- John Michael McDonagh - Un poliziotto da happy hour (The Guard)
- Tomas Alfredson - La talpa (Tinker, Tailor, Soldier, Spy)
- Woody Allen - Midnight in Paris
- Steve McQueen - Shame

2012
- David O. Russell - Il lato positivo - Silver Linings Playbook (Silver Linings Playbook)
- Ben Affleck - Argo
- Kim Ki-duk - Pietà
- Ben Lewin - The Sessions - Gli incontri (The Sessions)
- Steven Spielberg - Lincoln
- Kathryn Bigelow - Zero Dark Thirty

2013/2014
- Steve McQueen - 12 anni schiavo (12 Years a Slave)
- Ethan Coen e Joel Coen - A proposito di Davis (Inside Llewyn Davis)
- Ron Howard - Rush
- Martin Scorsese - The Wolf of Wall Street
- Paul Greengrass - Captain Phillips - Attacco in mare aperto (Captain Phillips)
- David O. Russell - American Hustle - L'apparenza inganna (American Hustle)
- Woody Allen - Blue Jasmine
- Alfonso Cuarón - Gravity

2015
- Richard Linklater - Boyhood
- Alejandro González Iñárritu - Birdman
- Damien Chazelle - Whiplash
- David Fincher - L'amore bugiardo - Gone Girl (Gone Girl)
- Morten Tyldum - The Imitation Game
- Ava DuVernay - Selma - La strada per la libertà (Selma)

2016
- Tom McCarthy - Il caso Spotlight (Spotlight)
- Tom Hooper - The Danish Girl
- Steven Spielberg - Il ponte delle spie (Bridge of Spies)
- Ridley Scott - Sopravvissuto - The Martian (The Martian)
- Lenny Abrahamson - Room
- Alejandro González Iñárritu - Revenant - Redivivo (The Revenant)

2017
- Kenneth Lonergan – Manchester by the Sea
- Damien Chazelle – La La Land
- Tom Ford – Animali notturni (Nocturnal Animals)
- Mel Gibson – La battaglia di Hacksaw Ridge (Hacksaw Ridge)
- Barry Jenkins – Moonlight
- Pablo Larraín – Jackie
- Denzel Washington – Barriere (Fences)

2018
- Jordan Peele – Scappa - Get Out (Get Out)
- Sean Baker – Un sogno chiamato Florida (The Florida Project)
- Guillermo del Toro – La forma dell'acqua - The Shape of Water (The Shape of Water)
- Greta Gerwig – Lady Bird
- Christopher Nolan – Dunkirk
- Dee Rees – Mudbound

2019
- Alfonso Cuarón – Roma
- Bradley Cooper – A Star Is Born
- Peter Farrelly – Green Book
- Barry Jenkins – Se la strada potesse parlare (If Beale Street Could Talk)
- Yorgos Lanthimos – La favorita (The Favourite)
- Spike Lee – BlacKkKlansman

### Anni 2020
2020
- James Mangold – Le Mans '66 - La grande sfida (Ford v Ferrari)
- Pedro Almodóvar – Dolor y gloria
- Noah Baumbach – Storia di un matrimonio (Marriage Story)
- Bong Joon-ho – Parasite (Gisaengchung)
- Sam Mendes – 1917
- Quentin Tarantino – C'era una volta a... Hollywood (Once Upon a Time... in Hollywood)

2021
- Chloé Zhao - Nomadland
- Lee Isaac Chung - Minari
- David Fincher - Mank
- Darius Marder - Sound of Metal
- Aaron Sorkin - Il processo ai Chicago 7 (The Trial of the Chicago 7)
- Florian Zeller - The Father - Nulla è come sembra (The Father)

2022
- Jane Campion - Il potere del cane (The Power of the Dog)
- Paul Thomas Anderson - Licorice Pizza
- Kenneth Branagh - Belfast
- Reinaldo Marcus Green - Una famiglia vincente - King Richard (King Richard)
- Lin-Manuel Miranda - Tick, Tick... Boom!
- Denis Villeneuve - Dune

2023
- James Cameron - Avatar - La via dell'acqua (Avatar: The Way of Water)
- Joseph Kosinski - Top Gun: Maverick
- Baz Luhrmann - Elvis
- Martin McDonagh - Gli spiriti dell'isola (The Banshees of Inisherin)
- Sarah Polley - Women Talking - Il diritto di scegliere (Women Talking)
- Steven Spielberg - The Fabelmans

2024
- Christopher Nolan - Oppenheimer
- Greta Gerwig - Barbie
- Jonathan Glazer - La zona d'interesse (The Zone of Interest)
- Yorgos Lanthimos - Povere creature! (Poor Things)
- Alexander Payne - The Holdovers - Lezioni di vita (The Holdovers)
- Martin Scorsese - Killers of the Flower Moon